# Скелі Куш-Кая (Ласпі)
Скелі Куш-Кая́ (Ласпі) (крим. Quş Qaya) — розташовані на північ від Батилиману — урочища та узбережжя на Південному березі Криму.
Найбільші висоти: г. Куш-Кая (664,3 м), г. Кокія-Кая-Баш (Кокія-Кала) (558,5 м)

З 7 вересня 2023 року місцевість передана до Бахчисарайського району Автономної Республіки Крим.

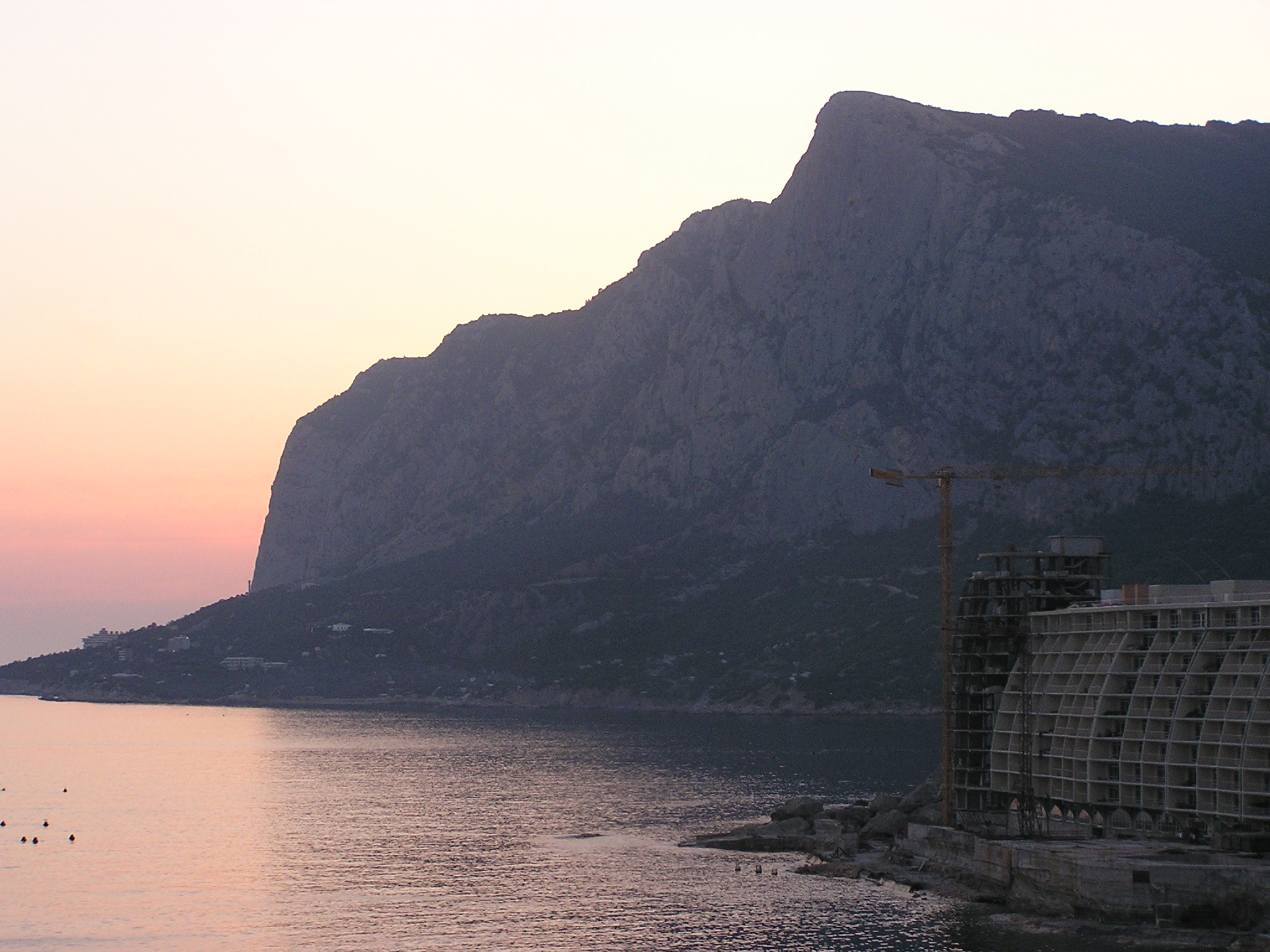
Вид з бухти Ласпі на заході сонця. Перед скелями у бік моря — урочище Батилиман.

Гора Куш-Кая (664,3 м) — «Пташина скеля», розташована над урочищем Батилиман, на південний захід від Ласпінського перевалу. Куш-Кая замикає із заходу бухту Ласпі. Назва походить від тюрк, куш — птах і кая — скеля. Куш-Кая — це один із найбільших рифів Криму та Європи, який утворився близько 140—165 млн років тому на дні давнього океану Тетіс з колоній коралів і губок. Значна частина гори покрита соснами і ялівцем. Навесні тут багато півоній. Вершина гори абсолютно безліса. На майже голій скелі ростуть рідкісні ялівці. У давні часи в околицях гори збиралися перед перельотом великі зграї дрохв. Сьогодні про це нагадує лише назва, оскільки місцеві мисливці швидко їх винищили. Завдяки Куш-Кая, що закриває урочище від північних вітрів, Батилиман славиться своєрідним мікрокліматом. Це найпомітніше взимку: коли нагорі, на Ласпінському перевалі, може лежати сніг і дути пронизливий вітер, у цей час внизу, під скелями Куш-Кая, стоїть чудова тепла погода. За 70 м від вершини Куш-Кая є руїни середньовічної церкви Св. Іллі. Вони ховаються під прохолодним пологом лісу. Ця невелика церква існувала у XII—XV ст. Стіни збереглися лише на висоту 50—70 см. На захід від вершини — гора Кокія-Кая-Баш.